# MF.11 (航空機)

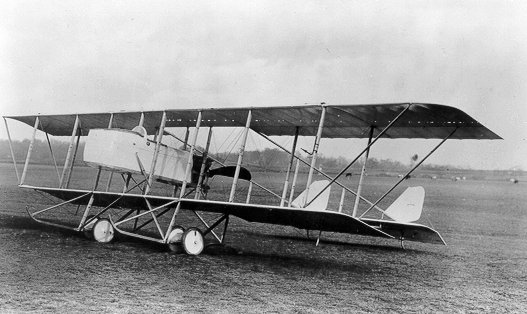
モーリス・ファルマン MF.11

モーリス・ファルマン MF.11は第一次世界大戦期のフランスの偵察・爆撃機である。設計者はモーリス・ファルマン。初飛行は1913年末。

## 概要
本機はモーリス・ファルマン MF.7の改修型で、主な変更点はエンジンをより強力な物に換装し、ライト式カナードを廃して水平尾翼を単葉とし、その分転覆防止用の橇を前へ延長している。
英国ではショートホーンと呼ばれているが、それは突き出た2本の橇から来ている。

## 運用
大戦初期の西部戦線における航空作戦に充当され、1914年12月21日に英国海軍航空隊のMF.11がベルギーのオーステンデにあるドイツ軍陣地を攻撃したのが最初の爆撃となった。
1915年には西部戦線からは撤退したが、仏軍ではマケドニアや中近東、英軍ではダーダネルスやメソポタミアで運用が続けられた。

### 輸出機
イタリアのフィアットでは1915年初頭から発動機をフィアット A.10に換装した物をライセンス生産している。
1916年には、オーストラリアが練習機として購入している。

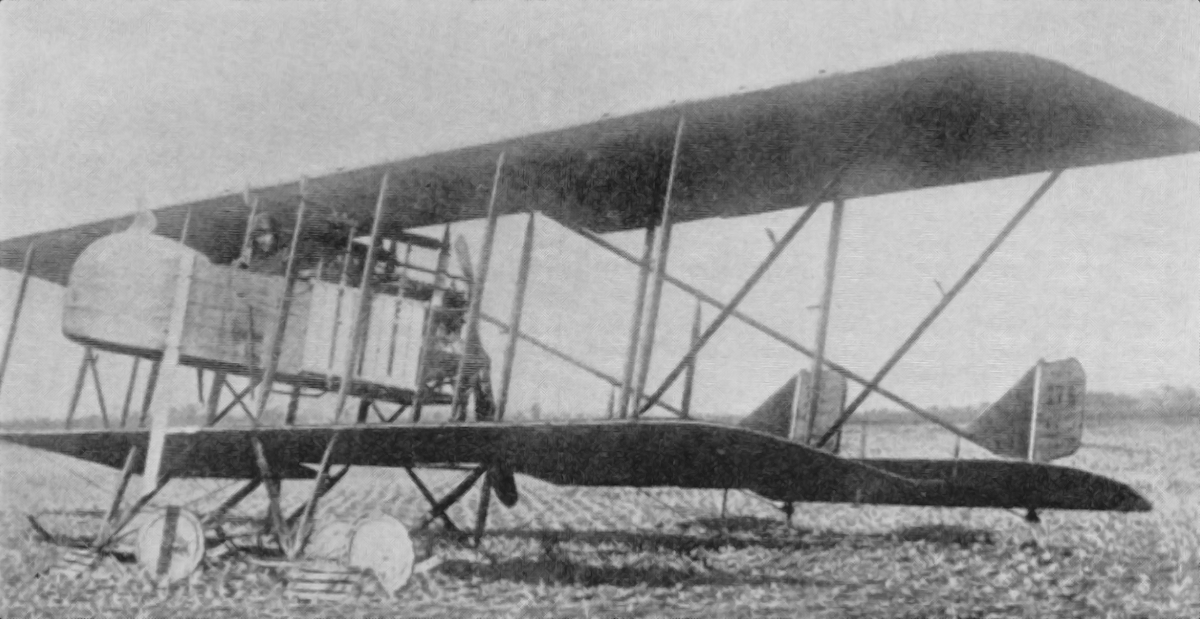
日本陸軍のモ式六型

日本では、1914年（大正3年）にモーリス・ファルマン式1914年型複葉機を輸入し、臨時軍用気球研究会にて翼やエンジンに改造を加え会式第七号飛行機と称した。その後、この経験を基にした国産機を陸軍はモ式四型偵察機として制式採用。東京砲兵工廠と陸軍所沢飛行場で80機を量産している（ただし、これはライセンスの認識不足による違法生産であった）。ルノー70馬力エンジンも「ル式70馬力」として国産化し、1914年（大正3年）以降、東京砲兵工廠で製造している。他に、ルノー80馬力もしくはカーチス100馬力を搭載した機体もある。後に、複式操縦装置を備えた練習機型のモ式五型練習機を11機、エンジンをやはり国産化した「メルセデス・ダイムラー式100馬力」（ダ式六型）に換装した改良型のモ式六型偵察機を134機生産している。このうちモ式六型偵察機については1機が現存しており、国立科学博物館において保存展示されている。
一方、日本海軍も尾部浮舟付の双浮舟型をモーリス・ファルマン式大型水上機（モ式ロ号水上機）として制式採用し、横須賀海軍工廠で量産している。横須賀海軍工廠でも、ルノー70/80馬力エンジンを国産化している。民間でも、帝国飛行協会製の3機と岸飛行機製作所製の「第三つるぎ号」1機が製造されている。
このルノー70馬力エンジンは、1916年（大正5年）から民間企業として航空機用エンジン部門に進出した、三菱神戸造船所内燃機部門でも、横須賀海軍工廠からの図面・現物提供と技術指導の下、1918年（大正7年）に15基程が試作製造されている。

## 性能諸元
- 乗員：2名
- 全長：9.45 m
- 全幅：16.15 m
- 全高：3.18 m
- 自重：550 kg
- 全備重量：928 kg
- 発動機：ルノー 8B 空冷V型8気筒ガソリンエンジン 70馬力 × 1
- 最大速度：100 km/h
- 実用上昇限度：3,800 m
- 航続時間：3時間45分
- 武装：7.5mm機銃 × 1（前方旋回）
  - 爆弾：7.3 kg × 18

## 保存機
- カナダ航空博物館 - MF.11 エアコー製のオーストラリア向けの機体が保存されている。
- ベルギー王立陸軍軍事史博物館 - F.11A-2
- オーストラリア空軍博物館 - MF.11
- 国立科学博物館 - モ式六型偵察機